# Валидо, Агустин
Агусти́н Хесус Валидо (исп. Agustín Jesus Valido; 31 января 1914, Буэнос-Айрес — 23 февраля 1998, Рио-де-Жанейро) — аргентинский футболист, правый полузащитник и нападающий.

## Карьера
Агустин Валидо начал карьеру в 1933 году в клубе «Бока Хуниорс». Он дебютировал в составе команды 24 декабря во встрече с «Чакаритой Хуниорс» (3:4). После этого футболист провёл ещё два матча за клуб, который завоевал в 1934 году титул чемпиона страны. В конце 1934 года Валидо перешёл в «Ланус», где дебютировал 12 мая против «Тигре» (3:2). 5 июля 1936 года он забил первые два гола за клуб, против «Чакариты Хуниорс». За «Ланус» игрок выступал до 1937 года, проведя 44 матча и забив 2 гола. Последний матч за клуб Аргустин провёл 27 июня 1936 года против «Архентинос Хуниорс» (1:1). В том же году он играл в составе выставочной команды «Комбинадо Беккар Варела» против команды «Фламенго», где обратил на себя внимание бразильской команды.
Летом 1937 года Варела стал игроком «Фламенго», в составе которого дебютировал 22 августа в матче чемпионата штата с «Васко да Гамой» (2:3). В следующей игре, 28 августа Агустин забил первый мяч за клуб, поразив ворота «Ботафого» (3:2). В составе «Фламенго» Варелу стал использовать справа в полузащите, тогда как в Аргентине он выступал на позиции правого нападающего. Игрок выиграл с командой два титула чемпиона штата. В середине 1943 года Валидо решил завершить карьеру и заняться типографским бизнесом. Однако он ещё выходил на поле в матчах ветеранов и выставочных встреч. Это увидел главный тренер «Фламенго» Флавио Коста, и он пригласил футболиста на решающие матчи чемпионата штата 1944. С ним в составе клуб провёл два матча и оба выиграл. Перед решающим матчем с «Васко да Гамой» Агустин тяжело заболел гриппом, но Коста уговорил Варелу выйти на поле, и полузащитник забил единственный в матче гол. Гол был забит ударом головой, при этом после него игроки «Васко» протистовали: по их мнению Варела нарушил правила в противоборстве с Рамоном Рафанельи. Эта победа принесла «Фламенго» титул чемпиона штата.
«Фламенго». Ничто не может сравниться с этим клубом, полным несовершенства, как и другие клубы, в котором, как они заявляют, слишком многие раздают приказы, клубе, что уступает им в организации. Однако он всегда побеждает. А почему он всегда побеждает? Потому что он в душе народа. Потому что он и есть душа народа!Агустин Валидо
Окончательно завершив игровую карьеру, Варела продолжил заниматься бизнесом. А в 1960-х он стал работать спортивным директором «Фламенго», который выиграл в 1963 году титул чемпиона штата.

## Достижения
- Чемпион Аргентины: 1934
- Чемпион штата Рио-де-Жанейро: 1939, 1942, 1944